# Коляте
Коля̀те (на италиански: Cogliate, на западноломбардски: Sandalmazi, Сандалмадзи) е градче и община в Северна Италия, провинция Монца и Брианца, регион Ломбардия. Разположено е на 236 m надморска височина. Населението на общината е 8409 души (към 2010 г.).
До 2004 г. общината е част от провинция Милано.